# À cause d'elles
Albums de Alain Souchon
Alain Souchon est chanteur
(2010) Alain Souchon & Laurent Voulzy
(2014)
À cause d'elles est le 13e album studio d'Alain Souchon sorti en 2011.
Il est constitué de reprises de comptines qui ont bercé l'enfance d'Alain Souchon, d'un inédit, Le Jour et la Nuit, coécrit avec Pierre Souchon et d'une nouvelle version de J'ai dix ans. L'album est réalisé par Renaud Letang et illustré par Sempé.
Pour cet album, Alain Souchon reverse sa part de droits discographiques à la Ligue contre le cancer.

## Titres
| No  | Titre                                                        | Durée |
| --- | ------------------------------------------------------------ | ----- |
| 1.  | Le Jour et la Nuit                                           | 2:41  |
| 2.  | J'ai lié ma botte (Le Bois joli)                             | 2:22  |
| 3.  | La Mort de l'ours                                            | 2:26  |
| 4.  | L'Hirondelle                                                 | 0:44  |
| 5.  | Simone                                                       | 3:09  |
| 6.  | Memphis, Tennessee                                           | 1:58  |
| 7.  | Les Crapauds                                                 | 3:59  |
| 8.  | Je plains le temps de ma jeunesse (poème de François Villon) | 1:38  |
| 9.  | En sortant de l'école                                        | 2:42  |
| 10. | Le Petit Grégoire                                            | 2:59  |
| 11. | Les Enfants sages                                            | 3:10  |
| 12. | L'Écu                                                        | 0:33  |
| 13. | J'ai dix ans                                                 | 2:48  |
| 14. | Marianne (poème de Max Jacob)                                | 2:52  |

## Personnel

### Musiciens
- Alain Souchon : chant
- Arnaud Roulin : basse, orgue, synthétiseur, accordéon
- Vincent Taeger : batterie, percussions, claps, vibraphone,
- Renaud Létang : percussions, claps
- Nicolas Villebrun : guitare

### Réalisation
- Renaud Letang : réalisation et mixage

## Classement hebdomadaire
| Classement (2011)            | Meilleure position |
| ---------------------------- | ------------------ |
| Belgique (Wallonie Ultratop) | 11                 |
| France (SNEP)                | 8                  |
| Suisse (Schweizer Hitparade) | 90                 |